# Albersdorf-Prebuch
Albersdorf-Prebuch este o localitate din Steiermark cu o populație de 1857 de locuitori.